# Букреев, Дмитрий Вячеславович
Дмитрий Вячеславович Букреев (род. 1 июля 1987) — российский легкоатлет, чемпион России по юниорам в беге на 800 метров 2004—2006 годов. Мастер спорта России. Рекордсмен Европы. Выступал на дистанциях 1500 м, 4×800 м, 800 м.

## Биография
Родился 1 июля 1987 года в Курске. С детства занимался лёгкой атлетикой. Воспитанник курской ДЮСШ № 1.
Тренировался под руководством Валерия Дмитриевича Руденко, Вячеслава Макаровича Евстратова и Евгения Геннадьевича Шумакова. На соревнованиях представлял Курскую и Московскую области.
Рекордсмен Европы в эстафетном беге на дистанции 4×800 м в закрытых помещениях вместе с Юрием Борзаковским, Дмитрием Богдановым и Романом Трубецким в составе сборной Московской области с результатом 7,15,77.
Завершил карьеру в 2012 году.